# Жозе Фражели (стадион)
Стадион губернатора Жозе Фражели (порт. Estádio Governador José Fragelli), более известный как «Верда́н» (порт. Verdão) — стадион, располагавшийся с 1976 по 2010 год в бразильском городе Куяба (штат Мату-Гросу). На нём выступали команды команд «Миксто», «Дон Боксто». В 2014 году на месте «Жозе Фражели» была открыта «Арена Пантанал», принявшая четыре матча чемпионата мира.

## История
Был заложен в 1973 году и торжественно открыт 8 апреля 1976 года. Стоимость строительства составила 1 миллион 200 тысяч крузейро. Строительство началось во время правления губернатора Жозе Фражели, закончилось уже при другом губернаторе (Жозе Гарсия Нето). Отличительной особенностью стадиона является то, что трибуны расположены на склоне
Первый матч прошёл в день открытия между командами «Миксто» и «Дон Боксто» («Миско» выиграл 2:0). Крупнейший результат был зафиксирован 9 августа 1980 года, когда «Миксто» одержал победу над «Умаитой» 14:0 (игрок «Миксто» по имени Элмо отметился 8 мячами).
К 2014 году стадион снесли, а на его месте возвели новую арену, которая принимала матчи чемпионата мира 2014 года. Отличительной особенностью стадиона являлось то, что он находился внутри естественного земного углубления, то есть трибуны располагались по склону, а не надстраивались.